# 大营坡站
大营坡站是贵阳轨道交通3号线的地铁车站，位于中华人民共和国贵州省贵阳市云岩区新添大道与化工路交叉口，于2023年12月16日开通。

## 车站结构
大营坡站沿新添大道南北向设置，为地下二层岛式站台车站，车站长310.4米，宽19.9米，车站地下一层为站厅层，地下二层为站台层。车站东侧设有一条存车线。
| 地面              | 出入口 | A、B、C、D、E出入口                                                                                             |
| 地下一层          | 站厅   | 客服中心、自动售票机、验票机                                                                                    |
| 地下二层          | 站台   | \| \| \| █ 3号线往桐木岭（省委党校）（贵医） \| \| 島式 · 開左邊车门 \| \| \| \| \| \| █ 3号线往洛湾（茶店） \| |
|                   |        | █ 3号线往桐木岭（省委党校）（贵医）                                                                             |
| 島式 · 開左邊车门 |        | |
|                   |        | █ 3号线往洛湾（茶店）                                                                                           |

## 车站出口
大营坡站共有5个出入口，各出口及周围设施如下所示：
| 编号                | 出入口信息                                             | 照片 | 无障碍设施 |
| ------------------- | ------------------------------------------------------ | ---- | ---------- |
| A · 出口            | 新添大道南段，常青路，黔灵医院，贵阳市殡葬行政执法大队 |      | 不適用     |
| B · 出口 · （设有） | 新添大道南段，贵阳市云岩区黔新小学                     |      |            |
| C · 出口 · （设有） | 新添大道南段，贵州省第二人民医院，云岩区为明小学       |      |            |
| D · 出口            | 新添大道南段，化工路，云岩区文化馆                     |      | 不適用     |
| E · 出口            | 新添大道南段，贵阳市云岩区财政局，贵阳市云岩区人民政府 |      | 不適用     |
| 图例： 设有         |                                                        |      |            |

## 接驳交通

### 公交车
- 轨道大营坡站：253路，605路
- 大营坡：17路，25路，33路，51路，86路，103路，111路，252路，271路

## 车站历史
本站工程名与正式名均为大营坡站，站名来自车站所处的大营坡片区。
- 2022年3月30日，车站主体结构封顶[5]。
- 2023年12月16日，车站随3号线一期工程通车开通[2]。